# بافونيس (محطة مترو أنفاق مدريد)

بافونيس (بالإسبانية: Pavones)‏ هي محطة مترو أنفاق في مدريد في إسبانيا، تقع على الخط رقم 9. 